# Ре, Джованни Баттиста
Джова́нни Батти́ста Ре (итал. Giovanni Battista Re; род. 30 января 1934, Брешиа, Италия) — итальянский куриальный кардинал и ватиканский дипломат, чья служба главным образом связана с Римской курией. Титулярный архиепископ Весковьо с 9 октября 1987 по 1 октября 2002. Префект Конгрегации по делам епископов и председатель Папской Комиссии по делам Латинской Америки с 16 сентября 2000 по 30 июня 2010. Кардинал-священник с титулом церкви Санти-XII-Апостоли с 21 февраля 2001 по 1 октября 2002. Кардинал-епископ Сабины-Поджо Миртето с 1 октября 2002. Вице-декан Коллегии кардиналов с 10 июня 2017 по 18 января 2020. Кардинал-епископ Остии с 18 января 2020. Декан Коллегии кардиналов с 18 января 2020.

## Ранние годы
Джованни Баттиста Ре родился в местечке Борно, в епархии Брешиа. Образование получил в семинарии Брешии и Папском Григорианском университете, где получил докторантуру в каноническом праве. Помимо родного итальянского, хорошо владеет английским и испанским языками.
Рукоположён в священники 3 марта 1957 года в Брешии. Рукоположение совершил Джачинто Тредичи, епископ Брешии. В 1957—1960 годах обучался в Риме. В 1960—1961 годах преподавал в семинарии Брешиа, а также занимался пасторской работой. В 1961—1963 годах продолжал образование в Риме.

## На работе в Римской курии
С 1 июля 1963 года он стал членом Римской курии и находился на ватиканской дипломатической службе. Секретарь апостольской нунциатуры в Панаме 1963—1967 годах. Получил титул монсеньора в 1964 году, титул почётного тайного камергера (титул изменился в 1967 году с реформой курии, на Капеллана Его Святейшества). Работал на различных дипломатических постах перед посвящением в сан епископа и назначением секретарём Конгрегации по делам епископов в 1987 году, когда её префектом был кардинал Бернарден Гантен. В 1967—1971 годах — секретарь апостольской нунциатуры в Иране. Работал в Государственном секретариате Ватикана с 1971 года по 1989 год. Был аудитором 2 и 1 классов, советником апостольской нунциатуры, советником Государственного секретариата Ватикана. Ре был личным секретарём кардинала Джованни Бенелли.
Был возведён в сан титулярного архиепископа Весковьо 9 октября 1987 года. Иоанн Павел II лично посвящал его в епископы 7 ноября 1987 года в Ватиканской базилике. Папе помогали соконсекраторы Эдуардо Мартинес Сомало — титулярный архиепископ Тагоры, заместитель Государственного секретаря Святого Престола и Бруно Форести — архиепископ Брешии.
12 декабря 1989 года он был переведён на пост заместителя государственного секретаря Святого Престола по общим делам, одну из ключевых позиций под началом кардинал-государственного секретаря. На этом посту он стал известен, как один из наиболее влиятельных людей в Ватикане, хотя он и не был кардиналом. Этот пост он сохранял до 2000 года, как и пост секретаря Конгрегации по делам Епископов.
Были (необоснованные) спекуляции, о том что он был одним из двух человек, возведённых тайно (in pectore) в кардиналы на консистории 1998 года.

## Кардинал
16 сентября 2000 года он был назначен префектом Конгрегации по делам епископов. 21 февраля 2001 года он был возведён в сан кардинала-священника. 1 октября 2002 года он был возведён в кардиналы-епископы после появления вакансии на этой должности.
Он был одним из кардиналов-выборщиков, которые участвовали в Папском Конклаве 2005 года, который избрал папу римского Бенедикта XVI; сам Ре рассматривался тоже как папабиль, в качестве преемника Иоанна Павла II.

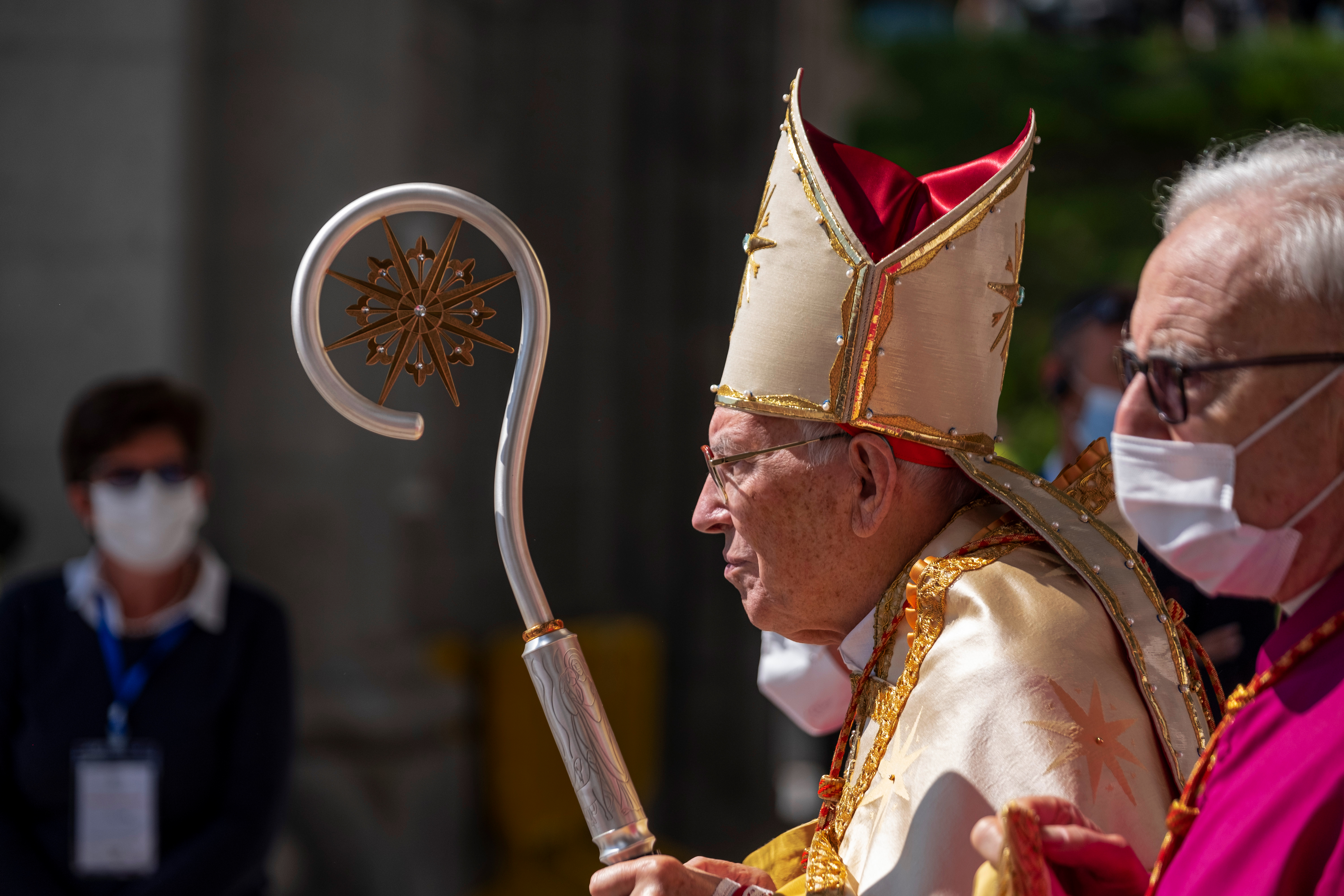
Кардинал Ре за богослужением, 2021

Кардинал Ре оставался одним из самых влиятельных кардиналов в Римской курии при понтифике Бенедикте XVI, и по своим взглядам примыкал к той группе кардиналов, которые состояли в оппозиции курсу Папы. При Папе Франциске кардинал Ре сохраняет свои позиции.
Кардинал Ре член различных ведомств Римской курии. В мае 2008 года папа римский Бенедикт XVI назвал кардинала Ре членом Папского Совета по интерпретации законодательных текстов.
30 июня 2010 года папа римский Бенедикт XVI принял отставку представленную кардиналом Джованни Баттиста Ре с постов префекта Конгрегации по делам Епископов и председателя Папской Комиссии по Латинской Америке и назначил его преемником кардинала Марк Уэлле, до тех пор бывшим архиепископом Квебека, Канада.
Участник Конклава 2013 года. Кардинал Ре председательствовал на нём, как старший кардинал-епископ возведенный в сан. Ни декан Коллегии кардиналов — кардинал Анджело Содано, ни вице-декан Коллегии кардиналов — кардинал Роже Эчегарай не могли участвовать в Конклаве, так как достигли 80 лет и потеряли право участвовать в Конклаве.
30 января 2014 года кардиналу Ре исполнилось восемьдесят лет и он потерял право на участие в Конклаве.
10 июня 2017 года Пресс-служба Святого Престола сообщила, что Папа Франциск принял просьбу, представленную кардиналом Роже Эчегараем, кардиналом-епископом субурбикарной епархии Порто-Санта Руфины, освободить его от должности вице-декана Коллегии кардиналов и одобрил избрание нового вице-декана коллегии кардиналов, совершенное кардиналами из чина епископов, кардинала Джованни Баттиста Ре кардинала-епископа субурбикарной епархии Сабины-Поджо Миртето.

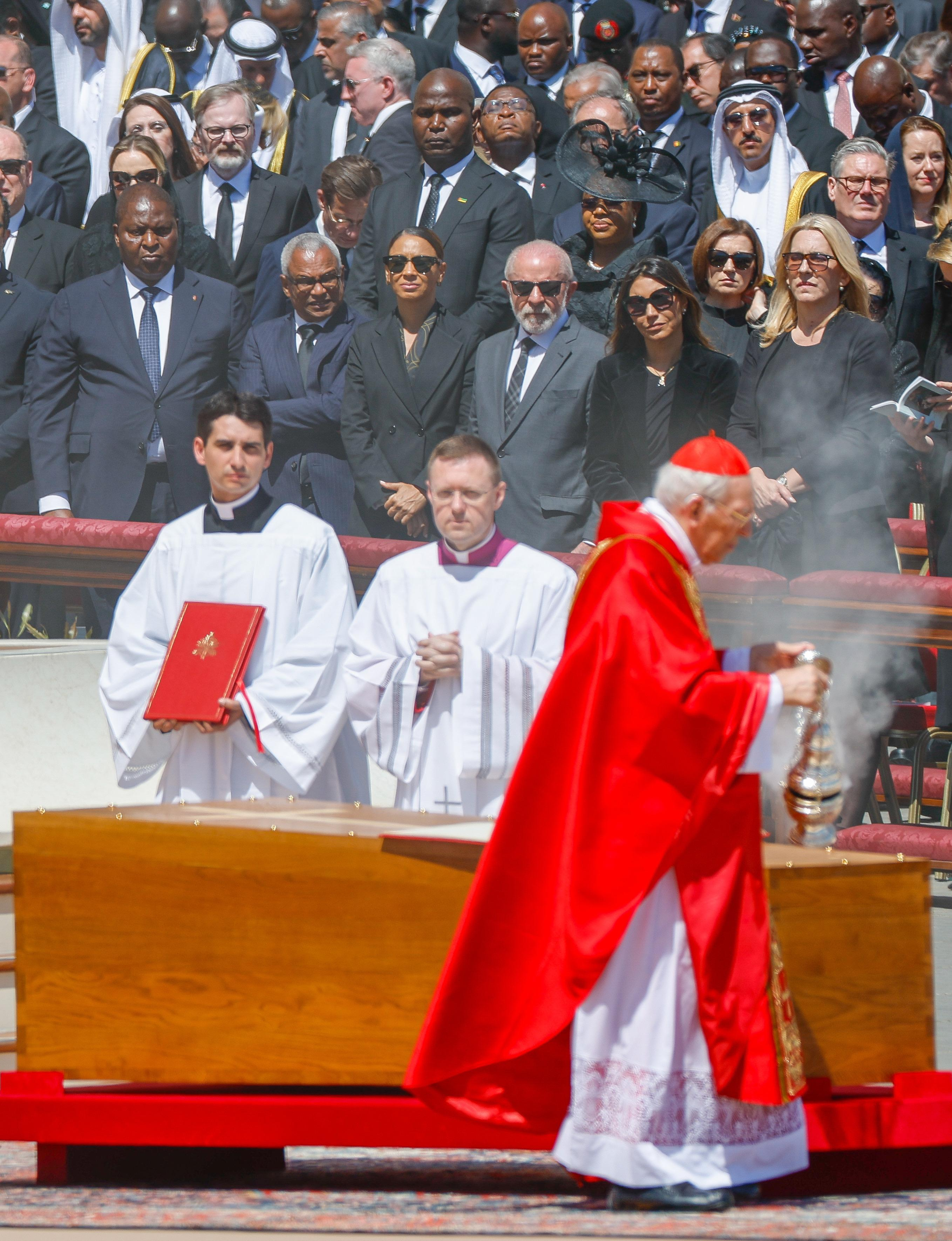
Кардинал Ре совершает заупокойную мессу по почившему папе римскому Франциску, 26 апреля 2025

18 января 2020 года Папа Франциск утвердил избрание — совершенное кардиналами-епископами — деканом Коллегии кардиналов кардинала Джованни Баттисты Ре, ранее занимавшего пост вице-декана.

## Положение в Ватикане, взгляды и позиция

### Либеральный кардинал
Согласно французскому автору Дени Круану, кардинал Ре — один из наиболее либеральных кардиналов в Римской Курии. Посвященные лица описывают его как друга Карло Марии Мартини, который играл главную роль в инакомыслии против последних трех римских пап. Как глава Конгрегации по делам Епископов, Ре назначил несколько епископов в Германии, Франции и в других местах которые в конечном счете оппозиционируют взглядам Иоанна Павла II и Бенедикта XVI.

### Линкольнские экскоммуникации
В 1996 году, американский епископ Фабиан Браскевиц привлёк национальное внимание утверждением, что местные католики, которые являются членами нескольких проблемных ассоциаций, думали быть полностью несовместимыми с католической верой", навлекают на себя автоматическое отлучение. Эти группы включают: реформированная католическая группа Вызов к действию и её небраскский филиал Вызов к действию Небраска, центр планирования семьи Планирование родителей и его филиала Католики за свободный выбор, франкмасонов и их филиалы-организации: Рабочие дочери, ДеМолей, Восточная Звезда и Радужные девочки, и про-эвтаназийную организацию Общество Болиголова (теперь переименованное в Сострадание и Выбор). По его заявлению обращались в Рим, но в 2006 году решение было поддержано кардиналом Ре, префектом Конгрегации по делам Епископов.

### Ответ на скандал со Станиславом Вельгусом
Кардинал Ре, был тем кто помог папе римскому в решении будущей церковной карьеры, как префект Конгрегации по делам епископов, сказав, что: «Когда монсеньор Вельгус был назначен, мы ничего не знали о его сотрудничестве с секретными службами».

### Священническое братство Святого Пия Х
В январе 2009 года, он издал декрет, снимающий отлучение с епископов Священнического братства Святого Пия Х. Ре позднее выразил сожаление по ходу после комментариев епископа Ричарда Уильямсона. Кардинал Дарио Кастрильон Ойос высказался, что, если любой в Ватикане должен был знать о нигилистских взглядах епископа Уильямсона, это был не он сам, а скорее кардинал Ре, вследствие того, что Ре ответствен за Конгрегацию по делам Епископов, который наблюдает за информацией о епископах и прелатах.

### Бразильский аборт
Кардинал Ре, в своей роли председателя Папской Комиссии по делам Латинской Америки, предоставил свою поддержку архиепископу Олинды и Ресифи Жозе Кардозу Собриньо, после того, как президент Бразилии Луиш Инасиу Лула да Сильва критиковал архиепископа Кардозу Собриньо за отлучение от церкви матери и докторов девятилетней девочки, которой сделали аборт, когда она забеременела близнецами после предполагаемого изнасилования своим отчимом, пренебрежение бразильских докторов сказавших в больнице, что они должны были принять во внимание благополучие девочки, и что она была настолько маленькой, что её матка не имела возможности содержать одного ребёнка, не говоря уже о двух. Сама девочка не была отлучена от церкви, из-за своего возраста, и ни был отлучён предполагаемый насильник: преступление детского насилия было оценено как являющимся менее серьёзным, чем таковым является аборт, однако, он был запрещен от церковного общения, на один шаг ниже отлучения от церкви, и кардинал Ре сказал, что он заслуживает самого тяжелого возможного наказания.

## Награды
- Кавалер Большого креста ордена «За заслуги перед Итальянской Республикой» (1992 год)[17]
- Великий офицер ордена «За заслуги перед Итальянской Республикой» (1985 год)[18]
- Командор со звездой ордена Заслуг перед Республикой Польша (1 апреля 2010 года)[19]
- Кавалер Большого креста ордена Христа (Португалия, 21 декабря 1990 года)[20]
- Великий офицер ордена Христа (Португалия, 9 сентября 1981 года)[20]